# Rouge amargo
Rouge amargo es una película argentina dirigida por Gustavo Cova que se filmó en Buenos Aires durante 2012, la misma se estrenó en Argentina el 23 de mayo de 2013. Se trata de un policial negro protagonizado por Luciano Cáceres y Emme.

## Sinopsis
Julián (Luciano Cáceres), un ex presidiario, se registra en un viejo hotel de una peligrosa zona roja de la ciudad. Ya en su habitación es sorprendido por violentos ruidos y desesperados gritos de una mujer. Sin dudarlo, Julián saca su arma y sale al pasillo, encontrándose allí con Cyntia (Emme), una joven totalmente desnuda que le pide ayuda. Báez (César Vianco), un extraño y violento hombre, se enfrenta a Julián. Mientras pelean, él reconoce a la persona que yace muerta en aquella habitación. Se trata de un famoso candidato a diputado. Antes de que llegue la policía, Julián logra reducir al asesino, y junto a Cyntia, escapan del hotel. Sin tener a donde ir, ni donde esconderse, deciden recurrir a Rita (Gustavo Moro), un travesti amigo de Cyntia, quien los refugia en su casa. Mientras Luis Harili (Nicolás Pauls), un joven periodista, y Marchetti (Rubén Stella), un veterano policía, intentan descifrar el caso. Julián y Cyntia unen sus destinos para escapar de la justicia, que los culpa del asesinato del político, mientras intentan desesperadamente descubrir quién está detrás del crimen.

## Reparto
- Luciano Cáceres ... Julián
- Emme ... Cyntia
- Gustavo Moro ... Rita
- César Vianco ... Báez
- Rubén Stella ... Inspector Marchetti
- Nicolás Pauls ... Luis Harili